# الطويلة (الباحة)
الطويلة هي إحدى قرى قبيلة بني خثيم من غامد. وسميت بذلك بسبب يمثل إنفراش الأرض الصلبة ويوحي بالطول الذي طالما تمادحته العرب. 

## الموقع والحدود
تقع قرية الطويلة شمال قرية رغدان بمسافة كيل واحد، وشمال غرب مدينة الباحة بمسافة 5 أكيال، فموقع القرية في منتصف سراة المنطقة تقريباً، وتتبع لإمارة الباحة مباشرة، وتحيطها مجموعة من القرى، ويحدها:
- من الشمال: قرية الجادية
- من الشرق: قرية رغدان
- من الجنوب قريتي بني سعد ورغدان
- من الغرب: قريتي قرن ظبي والجرة

## المساحة
تقدر مساحتها بنحو 2 كم²، يتوزع عليها الأهالي على عدة مواقع وهي (الدار، العلي، الحلة، البسان، العلي التهامي) ضمن قرية واحدة.